# Henri Cammarata
Henri Cammarata est un footballeur français né le 7 août 1917 à Sfax (Tunisie) et mort le 29 janvier 1993 à Blagnac. Il a joué en Division 1 avec le FC Sète et le Toulouse Football Club.

## Carrière
Henri Cammarata commence sa carrière avec le FC Sète en 1935. Il évolue par la suite au Toulouse Football Club de 1937 à 1951.
De 1949 à 1951, Henri Cammarata dispute 70 matchs en Division 1 avec le club toulousain, pour 22 buts inscrits.
Il entraîne brièvement le TFC en 1945-1946, avant de diriger pendant quatorze saisons les joueurs de l'US Luzenac.

## Palmarès
- Vainqueur du championnat de la "Zone Sud" lors de la saison 1942/1943